# 貝斯雅科夫猶太會堂

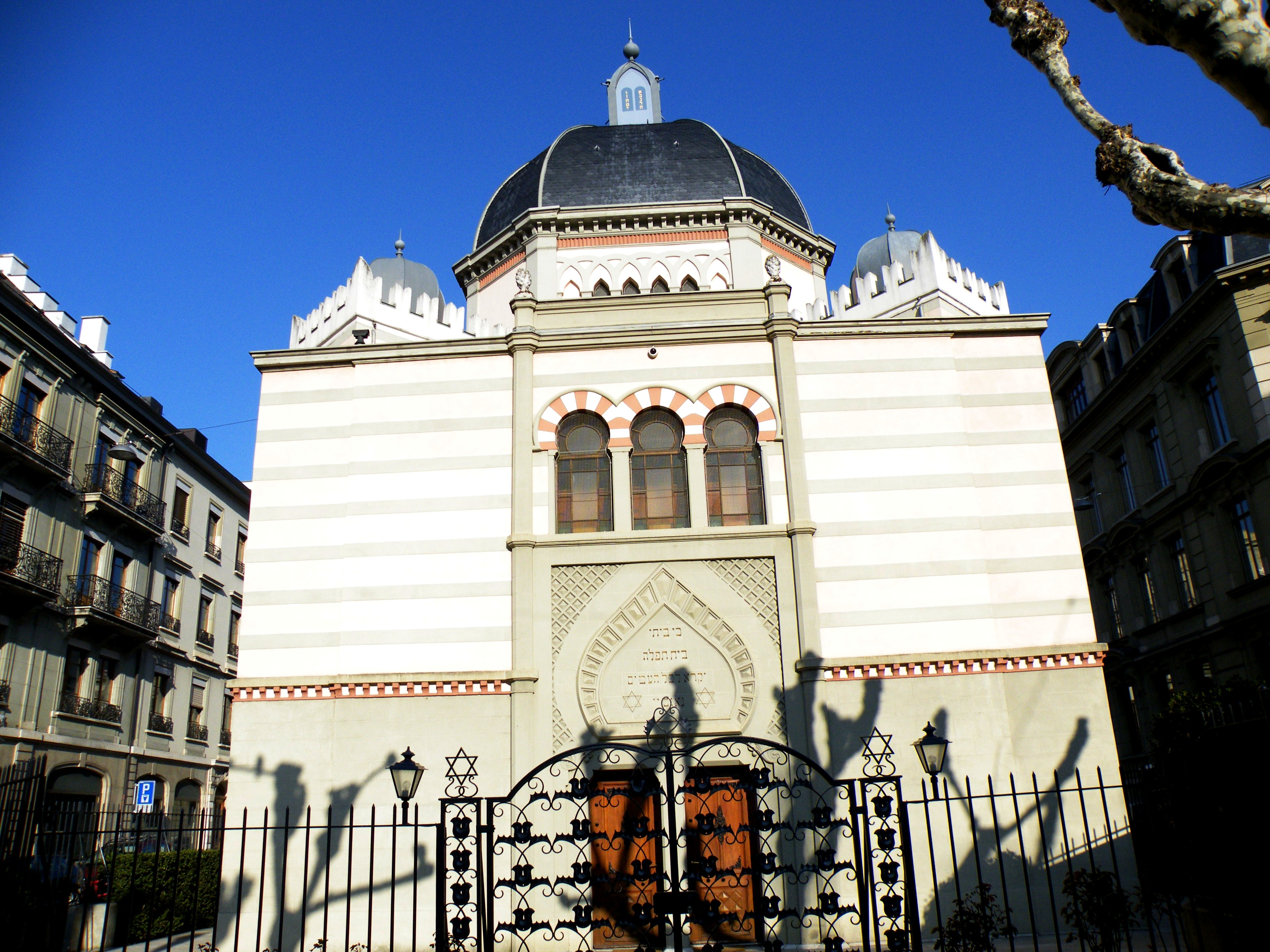
貝斯雅科夫猶太會堂

貝斯雅科夫猶太會堂（Beth Yaakov Synagogue）是位於瑞士城市日內瓦市中心的一座猶太會堂，也稱大猶太會堂。貝斯雅科夫猶太會堂修建於1858年至1859年，是為了這裡的阿什肯納茲猶太人而興建，當時這裡的猶太人社區有約200人。
46°12′10″N 6°08′27″E / 46.20278°N 6.14083°E